# Xenodon severus
Xenodon severus Linnaeus, 1758 noto anche come xenodonte dell'Amazzonia è un serpente opistoglifo della famiglia Dipsadidae, diffuso nelle foreste tropicali umide dell'Amazzonia (sud America settentrionale) e che può raggiungere anche una lunghezza di 1,2 m.

## Biologia
Le tattiche di caccia usate dallo Xenodon severus consistono prevalentemente nella furtività e nella mimetizzazione, vista la colorazione mimetica a bande color nero e giallo foglia. Le prede abituali di tale colubride consistono in roditori, uccelli, anfibi, anche di modeste dimensioni, visto che è in grado di paralizzarle con il suo potente veleno. Un'altra particolarità di questo serpente non molto consueta nel mondo dei colubridi è il cappuccio che va a formarsi una volta schiacciata la testa e dilatato il collo in presenza situazioni minacciose.

## Veleno
Si conoscono poche informazioni riguardo al veleno dello Xenodon severus ma il suo morso potrebbe essere potenzialmente pericoloso per l'uomo; ma la dentatura situata posteriormente, le ridotte dimensioni dei denti e la timidezza di questo animale ne fanno un serpente non troppo temuto.